# سالوینیا مینیما
سالوینیا مینیما(نام علمی: Salvinia minima) نام یک گونه از سرده سرخس آبی است.